# 단축 마라톤
단축 마라톤 또는 미니 마라톤은 정식 마라톤(42.195km)보다 짧은 거리를 달리는 마라톤이다.  5km, 10km 등이 있다. 정식 마라톤에 참가하기 전에 초보자들이 많이 참여한다.
미니 마라톤은 마라톤보다 짧은 거리의 장거리 도로 경주이다. 이 용어는 때때로 "하프 마라톤"(인디애나폴리스의 원아메리카 500 축제 미니 마라톤) 대신 사용되지만 5km(베이루트 미니 마라톤) 또는 10km(더블린 여자 미니 마라톤)와 같은 다른 거리의 레이스에도 적용될 수 있다. 미니 마라톤은 마라톤의 부대 행사로 운영되거나 그 자체로 행사로 운영될 수 있다.
이 이름을 사용한 최초의 행사 중 하나는 1972년에 처음 개최된 여성 전용 레이스인 뉴욕 미니 마라톤이었다. 더블린 여성 미니 마라톤은 1983년에 시작되었으며 세계에서 가장 큰 행사 중 하나이다. 더블린 마라톤과는 별도의 이벤트로 1983년 처음 시작된 이래로 약 600,000명의 참가자가 참가했다.